# 山瀨站
山瀨站（日语：／ Yamase eki */?）是一位於日本德島縣吉野川市，隸屬於四國旅客鐵道（JR四國）的鐵路車站，車站編號為B13，現時只停靠普通列車。

## 車站結構
設有單層木製站舍一座，與阿波山川站屬同一類型站舍，但由於山瀨站很早期已變為無人站，站舍內進入原站務室的門口早已在翻新時被圍板封掉。左側為候車大堂及座椅，右側為原有的站務室，現時只作為儲物房之用。
吉野川市內數個原設有站員的車站，包括阿波川島站、學站及阿波山川站，都因應2010年無人化時，增設了自動售票機，不過本站由於一直以來每日乘車人數皆少於200人，比學站或阿波山川站的平均人數少約一半，所以直至現在仍未有加裝自動售票機。
設有側式月台2座，提供2面2線的配置。有效長度為5輛。設計上和學站的軌道配置相同，向學站方向的轉轍器為Y型，下行列車入站時，會靠左進站；另一端向阿波山川站的轉轍器，卻是避線式路軌，左側為主線，右側為避線，一般情況下由阿波山川站駛進的列車，亦會靠左進站，因此各月台只需服務一個方向的列車。現時設定為1號月台全為上行向德島方向、2號則全為下行向阿波池田方向。月台之間以行人天橋連接，設於中央位置。
1號月台向學站則仍保留舊有貨物車廂路軌及貨物月台，2號月台則設有半輛車廂長度的有蓋開放式候車室。

### 月台配置
| 月台 | 路線    | 方向 | 目的地                                  | 備註 |
| ---- | ------- | ---- | --------------------------------------- | ---- |
| 1    | ■德島線 | 上行 | 德島、直通■牟岐線至阿南、桑野、海部方向 |      |
| 2    | ■德島線 | 下行 | 穴吹、阿波池田方向                      |      |

## 歷史
- 1899年12月23日：開業，開站時稱為「山崎」。
- 1914年3月25日：改名為「山瀨」。
- 1983年4月1日：無人化。
- 1987年4月1日：日本國鐵分割民營化，車站的營運由JR四國繼承。

## 利用狀況
| 乗車人員推移 | 乗車人員推移 |
| 年度         | 1日平均人數  |
| ------------ | ------------ |
| 1995         | 186          |
| 1996         | 207          |
| 1997         | 189          |
| 1998         | 186          |
| 1999         | 187          |
| 2000         | 173          |
| 2001         | 169          |
| 2002         | 161          |
| 2003         | 157          |
| 2004         | 148          |
| 2005         | 144          |
| 2006         | 146          |
| 2007         | 141          |
| 2008         | 162          |
| 2009         | 144          |
| 2010         | 142          |

## 相鄰車站
四國旅客鐵道（JR四國）
■德島線
學（B12）－山瀨（B13）－阿波山川（B14）